# Parastenhelia hornelli
Parastenhelia hornelli är en kräftdjursart som beskrevs av I. C. Thompson och A. Scott 1903. Parastenhelia hornelli ingår i släktet Parastenhelia och familjen Parastenheliidae. Inga underarter finns listade i Catalogue of Life.